# Монопол (игра)
Монопол (енгл. Monopoly – Монополи) је врло популарна игра која спада у категорију игара на табли. Играчи се утркују за новац и имање, кроз куповину, продају, и издавање имања, позајмљивање новца, играња на срећу итд. Игра је потезног карактера, и игра се уз бацање коцке. Добила је име по економском појму „монопол“, који означава доминацију једног учесника у привреди над другим учесницима.
Судећи по подацима које пружа компанија „Хазбро“, која је сарадник компаније „Браћа Паркер“ која објављује званичну верзију монопола, откако је Чарлс Дероу патентирао ову игру 1935. године, игру је играло око 750 милиона људи широм света, „што је чини најигранијом игром на свијету“. Претпоставља се, ипак, да је неке класичне игре попут нпр. шаха играо и много већи број од наведених 750 милиона. Гинисова књига рекорда је 1999. године навела пријашње статистике Хазброа, које кажу да је игру играло око 500 милиона људи. Часопис Games Magazine је уврстио Монопол у своју алеју великана

## Правила

### Саставни дијелови игре
Игра се састоји од сљедећих саставних дијелова:
- табла за игру
- картице које представљају купљена поља (на којима пише име поља и подаци везани за то поље)
- новчанице у различитим апоенима (по 10, 20, 50, 100, 500 итд. у зависности од валуте)
- фигуре за игру (различитих боја или облика)
- двије коцкице за бацање
- кућице и хотели (од пластике, керамике, итд. у зависности од издања)
- картице за „шансу“ и
- картице „изненађења“

### Кретање фигура
Сваки играч добија одређену своту новца на почетку игре, у складу са датим упутствима. На табли је обиљежено поље „Старт“, одакле сви играчи, односно њихове фигуре, крећу. Један по један играч бацају коцкице, и крећу се за онолико поља колико представља збир вриједности бачених коцкица. Ако добије исте вриједности на обје коцкице, играч игра још једном након овог потеза. Ако три пута добије исте, међутим, играч завршава у затвору. Игра зависи од поља на које фигура стаје након бацања коцкица:
- у случају да је стао на улицу, неку од жељезничких станица, водовод или електродистрибуцију, играч тада може, уколико жели, уколико има довољно новца у уколико поље није већ купљено, да купи то поље. Додјељује му се картица на којој је обиљежено то поље, и играч је држи код себе.
- у случају да је стао на улицу, неку од жељезничких станица, водовод или електродистрибуцију, који већ припадају неком од других играча, онда играч плаћа том другом играчу одређену количину новца која пише на картици за то поље.
- у случају да је стао на поље „Иди у затвор“, истог тренутка пребацује своју фигуру на поље „Затвор“, и чека да се одиграју још три круга.
- у случају да је стао на поље „Шанса“, играч узима једну из смотка картица за шансу, и извршава инструкције које му се тамо дају
- у случају да је стао на поље „Изненађење“, играч такође узима једну из смотка картица за изненађење, и извршава инструкције које му се тамо дају
- у случају да је прошао кроз поље „Старт“, тј. уколико је обишао комплетан круг, играчу се уплаћује одређена свота из благајне, у складу са датим упутствима
- у случају да стане на поље „Платити порез на приход“ или „Платити супер порез“, играч ставља договорену суму новца (у складу са упутствима) на одговарајуће мјесто на табли. „Порез на приход“ је по правилу дупло већи од „супер пореза“.
- у случају да стане на поље „Паркинг“, играч купи новац који је прикупљен кроз порез од стајања на пољима описаним у претходној ставци и порез плаћен кроз извлачење одговарајућих картица из смотка „Шансе“ и „Изненађења“.

### Порез
Порез који се плаћа за стајање на некој улици је већи што је почетна цијена куповине улице била већа. Додатно, ако играч посједује све улице исте боје, он у тим улицама може да гради кућице и хотеле. У једном потезу може да сагради само једну кућицу, и само уколико је у том потезу стао на жељену улицу. Када посједује 4 кућице на неком пољу, он их може замијенити за један хотел. Свака од описаних трансакција (куповина кућице, замјена за хотел исл.) се плаћа новцем играча у благајну, у складу са сумом која је одређена за дато поље и дату трансакцију, а која је записана на картици за то поље. Порез који плаћају други играчи стајањем на тим пољима се повећава како се додају кућице и хотели.
Порез који се плаћа за стајање на неку од жељезничких станица је све већи што неки играч посједује више жељезничких станица. Тако, највећи порез се плаћа кад неки играч посједује све жељезничке станице.

### Шансе и изненађења
Инструкције које се дају у картицама за шансу и изненађења могу бити позитивне и негативне, у зависности од тога која се извуче. Картице се увијек купе одозго, и ниједан играч нема право да гледа у картице унапријед. Само неке од ових картица су сљедеће, и зависе од издања игре:
- Шансе.
  - Платити казну за лоше паркирање.
  - Дати новац у добротворне сврхе.
  - Платити школарину.
  - Узети картицу из смотка „Изненађење“.
  - Узети новац из благајне, због наплате играчевих дивиденди у банци.
  - Отићи три поља натраг.
  - Отићи три поља напријед.
  - Казна за вожњу у пијаном стању.
  - Казна за пребрзу вожњу.
- Изненађења.
  - Сви играчи да донирају по 10% својих средстава играчу који је извукао картицу.
  - Изађи из затвора (ово је картица која се може искористити ако је играч тренутно у затвору, или се чувати за касније, ако играч тренутно није у затвору; такође, ова картица се може продати другом играчу).
  - Узети одређену своту из гомиле на табли (у складу са упутствима).
  - Отићи до сљедеће жељезничке станице.
  - Отићи до сљедећег водовода или електродистрибуције.

### Трансакције
Играч може да врши трансакције са другим играчима. У замјену за одређено поље или поља, играч може да тражи од другог играча нека друга поља. Такође је дозвољена новчана компензација. Други играч може да пристане да прода или купи поља, али може и да одбије, или да преговара око другачијих услова трансакције.
Уколико играч нема више новца, он може дати неко од својих поља под хипотеку, за шта добија одређену своту новца, па уколико не врати новац за одређени број кругова, он губи то поље и картица се враћа у благајну одакле је равноправно може купити било који играч. Свота која се добија за стављање поља под хипотеку је по правилу мања од своте која је првобитно уложена у дато поље. Под хипотеку се прво стављају непокретне имовине на том пољу (кућице, хотели), а тек кад је поље празно, и оно се може дати под хипотеку.
Табла за игру каква је штампана у СФРЈ је дата испод:
| Паркинг                    | Тршћанска улица | ?             | Циришки булевар | Лондонски трг   | Сјеверна жељезничка станица | Минхенска улица         | Хамбуршки булевар | Водовод | Берлински трг | Иди у затвор               |
| Римски трг                 | Монопол         | Монопол       | Монопол         | Монопол         | Монопол                     | Монопол                 | Монопол           | Монопол | Монопол       | Варшавска улица            |
| Милански булевар           | Монопол         | Монопол       | Монопол         | Монопол         | Монопол                     | Монопол                 | Монопол           | Монопол | Монопол       | Прашки булевар             |
| Шанса                      | Монопол         | Монопол       | Монопол         | Монопол         | Монопол                     | Монопол                 | Монопол           | Монопол | Монопол       | Шанса                      |
| Венецијанска улица         | Монопол         | Монопол       | Монопол         | Монопол         | Монопол                     | Монопол                 | Монопол           | Монопол | Монопол       | Бечки трг                  |
| Западна жељезничка станица | Монопол         | Монопол       | Монопол         | Монопол         | Монопол                     | Монопол                 | Монопол           | Монопол | Монопол       | Источна жељезничка станица |
| Париски трг                | Монопол         | Монопол       | Монопол         | Монопол         | Монопол                     | Монопол                 | Монопол           | Монопол | Монопол       | ?                          |
| Мадридски булевар          | Монопол         | Монопол       | Монопол         | Монопол         | Монопол                     | Монопол                 | Монопол           | Монопол | Монопол       | Азурна обала               |
| Електродистрибуција        | Монопол         | Монопол       | Монопол         | Монопол         | Монопол                     | Монопол                 | Монопол           | Монопол | Монопол       | Платити супер порез        |
| Атинска улица              | Монопол         | Монопол       | Монопол         | Монопол         | Монопол                     | Монопол                 | Монопол           | Монопол | Монопол       | Женевски трг               |
| Затвор                     | Бриселска улица | Келнска улица | ?               | Атлантска улица | Јужна жељезничка станица    | Платити порез на приход | Балкански пут     | Шанса   | Апенински пут |                            |

Игра се завршава када остане само један играч са таблом, тј. када остали играчи остану без новца и имања. Додатно, ако се играчи договоре или ако упутства дата уз игру тако налажу, игра се може завршити након одређеног временског периода (45 минута, 2 сата итд.), и побједник је онај који има највећу вриједност у том тренутку (вриједност новца сабрана са вриједношћу имања). У случају да се временско ограничење не одреди, игра често зна да траје по неколико сати, тако што у једном тренутку неки играчи губе а други добијају, а у другом тренутку се дешава обрнуто итд. па је игру често добро временски ограничити.

## Историја
Историја монопола се може пратити до почетка 1900их година. 1904. године, Елизабет Џ. Меги Филипс је направила игру кроз коју се надала да ће објаснити теорију пореза Хенрија Џорџа. Њена игра је објављена неколико година касније под називом „Земљопосједник“ (енгл. The Landlord Game). Елизабет је 1924. године патентирала своју игру, а неке сличне игре су додатно објављиване у то вријеме. 1930их година су стваране разне верзије ове игре, углавном у оном облику у којем су је објављивала „Браћа Паркер“ у преосталим годинама 20. вијека.
1970их година се мало знало о поријеклу ове игре, и теорија да ју је измислио Чарлс Дероу је постала популарна. То је званична верзија тренутних издавача монопола („Браћа Паркер“ и Хазбро). Професор Ралф Анспах, међутим, тврди да је ова верзија приче измишљена ради посједовања ауторских права. Он је тужио „Браћу Паркер“ због овога, али неуспјешно, и монопол и сви његови саставни елементи су и даље власништво компаније „Браћа Паркер“.

### Издања
Од свог настанка до данас, монопол је изашао у многим издањима. Посебна издања су излазила у различитим државама, затим специјална, тематска издања (нпр. у стилу „Ратова звијезда“), луксузна златна и мермерска издања итд.
Поред ових на табли, компанија „Браћа Паркер“ је издавала и рачунарска издања монопола, како за Microsoft Windows тако и за Мек, гејм бој, Сега џенезис, итд.
Најновије издање монопола, „Монопол сад и овдје, свјетско издање“ (енгл. Monopoly Here and Now World Edition), објављено је у августу 2008. године, али умјесто назива улица на табли су се нашла имена свјетских градова. У почетку је било изабрано 68 свјетских градова од којих је само 20 требало да се нађе на табли. Бирање коначних 20 вршили су посјетиоци сајта компаније широм свијета, гласањем путем електронске поште до 1. марта 2008. године. Резултати су објављени пред сам излазак игрице, у августу 2008, и 20 изабраних градова су:
- Монтреал
- Рига
- Кејптаун
- Београд
- Париз
- Јерусалим
- Хонгконг
- Пекинг
- Лондон
- Њујорк
- Сиднеј
- Ванкувер
- Шангај
- Рим
- Торонто
- Кијев
- Истанбул
- Атина
- Барселона
- Тајпеј
- Гдиња

## Маскота
Званична маскота игре је „Богати ујка Пенибегс“ (енгл. Rich Uncle Pennybags, при чему „Pennybags“ на енглеском значи „врећица пенија“). Први пут се појавио на табли монопола 1936. године, а од 1985. године се појављује у оквиру слова „О“ у називу игре на табли. Лик ујка Пенибегса је дјелимично базиран на лику Џона Пјерпонта Моргана.